# Xuchang-Mensch
Als Xuchang-Mensch (chinesisch 许昌人, Pinyin Xuchangren) werden in der chinesischen Provinz Henan in Lingjing (灵井), Xuchang (许昌), seit 2007 in einem Freigelände ausgegrabene Bruchstücke von fossilen Schädelkalotten aus dem Jungpleistozän bezeichnet.

## Beschreibung der Funde
Bei ihrer ersten öffentlichen Vorstellung im Jahr 2008 wurden die Funde in die Zeit vor 100.000 bis 80.000 Jahren datiert. Nach weiteren Ausgrabungen zwischen 2008 und 2014 wurde im März 2017 in Science erstmals die Rekonstruktion von zwei Schädelkalotten aus jeweils zusammengehörigen Fragmenten beschrieben (Xuchang 1 und Xuchang 2), die nunmehr mit Hilfe der optisch stimulierten Lumineszenz in die Zeit vor 125.000 bis 105.000 Jahren datiert wurden (Sauerstoff-Isotopenstufe MIS 5e oder 5d). Das Schädel-Innenvolumen von Xuchang 1 wurde mit annähernd 1800 cm³ angegeben, was bedeutet, dass es im obersten Bereich der von Neandertalern bekannten Schädelmaße liegt; Xuchang 2 ist kleiner, jedoch im mittleren Bereich der aus dem Pleistozän erhalten gebliebenen Schädel verortet. Das knöcherne Labyrinth (Labyrinthus osseus) des Innenohrs, das aufgrund von Abdrücken in erhalten gebliebenen Schädelknochen rekonstruiert werden konnte, weist Merkmale auf, die von vielen Neandertalern bekannt sind.
Die chinesischen Forscher beschrieben die Funde als Mosaik aus archaischen (dem europäischen Neandertaler nahestehenden, jedoch von ihm unterscheidbaren) Merkmalen und modernen – aus dem frühen Jungpleistozän bekannten – anatomischen Merkmalen  und verwiesen darauf, dass die Fossilien im Sinne der Theorie vom multiregionalen Ursprung des modernen Menschen interpretiert werden können. Aufgrund ihrer Merkmale sind diese Funde jedoch möglicherweise den Denisova-Menschen zuzuordnen.
Assoziiert mit den beiden homininen Schädelkalotten wurden Bruchstücke von drei weiteren Schädeln geborgen (Xuchang 3 bis 5), ferner Steinwerkzeuge sowie fossile Überreste anderer Lebewesen, darunter zahlreiche Knochen von Pferden, Rindern, Hirschen, Wollnashörnern und Kurzschwanzgazellen.
2024 wurde von zwei Paläoanthropologen in der Fachzeitschrift Nature Communications vorgeschlagen, die Fossilien der Denisova-Menschen mit den Funden Xujiayao, Xuchang und Penghu 1 der neuen Art Homo juluensis zuzuordnen.